# زمین‌لرزه ۱۹۹۹ ازمیت
زمین‌لرزه ۱۹۹۹ ازميت زمین‌لرزه‌ای با قدرت ۷.۶ مقیاس ریشتر بود که در ترکیه و در ۱۷ اوت ۱۹۹۹ رخ داد، و در حدود ساعت ۳:۰۱ به وقت محلی. و حدود ۴۵ ثانیه طول کشید که بین ۱۴ تا ۱۷ هزار نفر را کشت و حدود نیم میلیون نفر را بی‌خانمان کرد.
گسل مسبب این زمین لرزه گسل شمال آناتولی بوده است.